# John P. Otjen

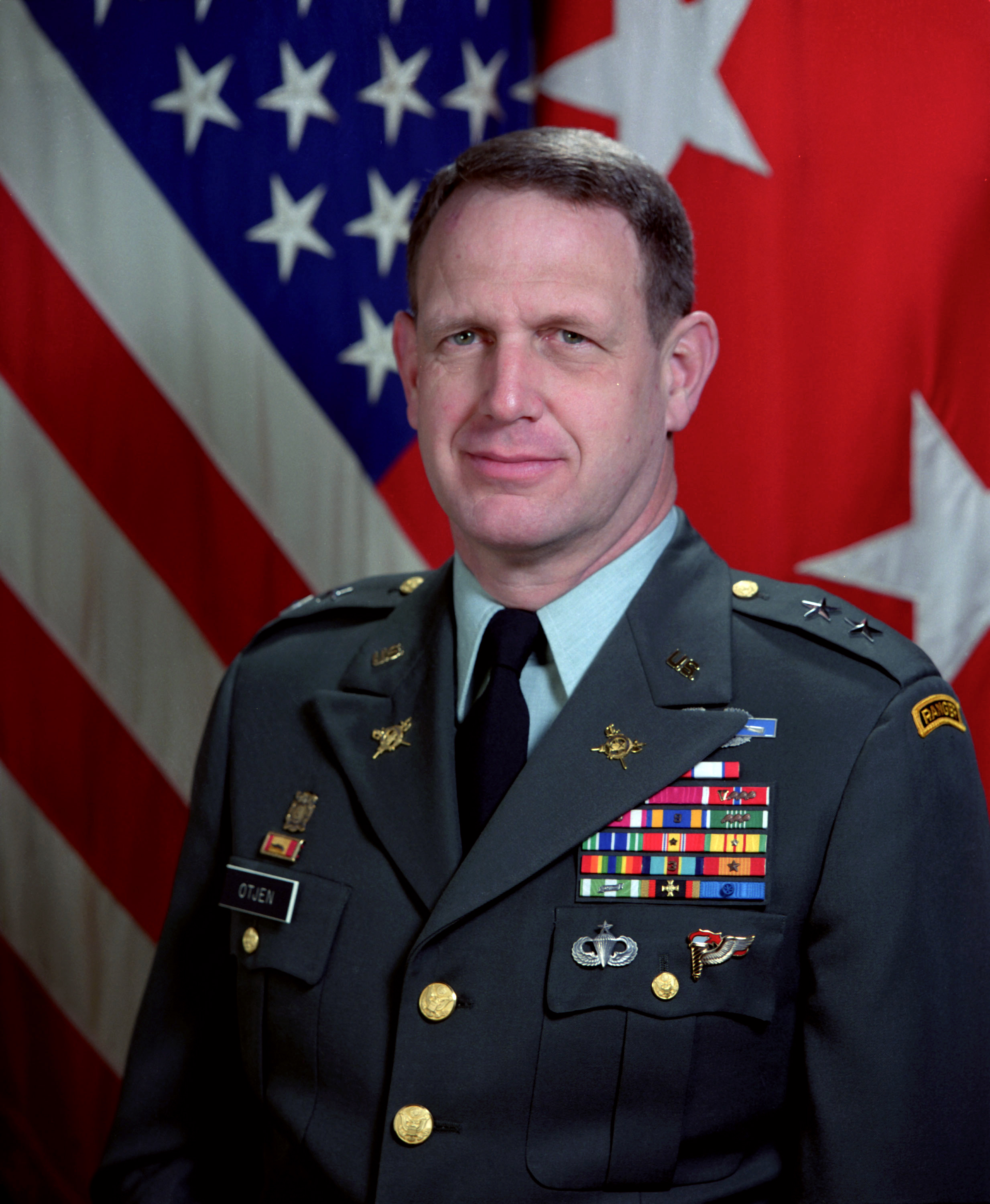
John P. Otjen (1992)

John Putnam Otjen (* 7. Januar 1942 in San Antonio, Bexar County, Texas) ist ein pensionierter Generalleutnant der United States Army. Er war unter anderem Kommandeur der 1. Armee.
John Otjen ist ein Sohn von Theo Putnam Otjen und dessen Frau Jean Mather Leesly. Er wurde zwar in Texas geboren, wuchs aber in Elm Grove in Wisconsin auf. Im benachbarten Brookfield absolvierte er die dortige High School.
In den Jahren 1960 bis 1964 durchlief er die United States Military Academy in West Point. Nach seiner Graduation wurde er als Leutnant der Infanterie zugeteilt. In der Armee durchlief er anschließend alle Offiziersränge vom Leutnant bis zum Drei-Sterne-General.
Im Lauf seiner militärischen Karriere absolvierte John Otjen verschiedene Kurse und Schulungen. Dazu gehörten unter anderem die Airborne School, der Pathfinder Course, der Infantry Officer Basic Course, die Ranger School, der Infantry Officer Advanced Course, die University of Wisconsin, das Command and General Staff College und das United States Army War College.
In seinen jüngeren Jahren absolvierte er den für Offiziere in den niederen Rangstufen üblichen Dienst in verschiedenen Einheiten und Standorten in den Vereinigten Staaten. Dazu gehörten auch Aufgaben als Stabsoffizier in verschiedenen Hauptquartieren. Im Jahr 1966 wurde er im Vietnamkrieg eingesetzt, wo er in Einheiten der 25. Infanteriedivision diente.
Nach seiner Zeit in Vietnam setze er seine militärische Laufbahn in den Vereinigten Staaten fort. Im Jahr 1974 wurde er zum Major befördert und war von 1977 bis 1979 in Südkorea bei einem Bataillon der 2. Infanteriedivision stationiert. Danach war er bis 1981 Kommandeur eines Bataillons des 16. Infanterieregiments. Es folgte sein Studium am War College und anschließend seine Versetzung zur 8. Infanteriedivision, die in Bad Kreuznach stationiert war. Dort gehörte er zunächst der Stabsabteilung G1 (Personal) an. Zwischen 1982 und 1985 kommandierte er eine Brigade der 8. Infanteriedivision.
Danach war er für einige Zeit Stabschef der 1. Panzerdivision, die damals ebenfalls in Deutschland (Ansbach) stationiert war. Danach wurde er nach Heidelberg zur Central Army Group versetzt, wo er im Jahr 1987 die Stabsabteilung G4 (Logistik und Nachschub) leitete.
Im Jahr 1989 kehrte Otjen zur 8. Infanteriedivision zurück, wo er zunächst stellvertretender Kommandeur wurde. Zwischen November 1990 und Januar 1992 war er letzter Kommandeur dieser Division, die danach inaktiviert wurde. In den Jahren 1992 und 1993 war Otjen Stabsoffizier beim Generalinspekteur des Heeres (Inspectors General of the United States Army). Dort gehörte er auch einer Kommission an, die über den Umgang mit dem Thema Homosexualität in der Armee beriet. Im Jahr 1993 übernahm Otjen als Nachfolger von James H. Johnson Jr. das Kommando über die 1. Armee. In seiner bis 1995 währenden Zeit als Armeekommandeur wurde die 1. Armee aus Fort George G. Meade in Maryland nach Fort Gillem in der Nähe von Atlanta in Georgia verlegt. Nachdem er sein Kommando an Guy A. J. LaBoa übergeben hatte, ging John Otjen im Jahr 1995 in den Ruhestand.
Nach seiner Pensionierung war er als Deputy Director Vorstandsmitglied der Organisation George C. Marshall Europäisches Zentrum für Sicherheitsstudien. Später war er Vorstandsmitglied der Firma L3 Technologies.

## Orden und Auszeichnungen
John Otjen erhielt im Lauf seiner militärischen Laufbahn unter anderem folgende Auszeichnungen:
- Army Distinguished Service Medal
- Defense Superior Service Medal
- Legion of Merit
- Bronze Star Medal
- Meritorious Service Medal
- Air Medal
- Army Commendation Medal
- Army Achievement Medal
- National Defense Service Medal
- Vietnam Service Medal
- Gallantry Cross (Südvietnam)
- Ehrenzeichen der Bundeswehr (Deutschland)
- Ordre national du Mérite (Frankreich)
- Vietnam Campaign Medal (Südvietnam)